# The Gaslight Anthem
The Gaslight Anthem je američki punk rock sastav. Dolaze iz New Brunswicka u New Jerseyu. Sastav je osnovan 2005. godine, a do sada su izdali pet studijskih albuma.

## Članovi
Postavu čine Brian Fallon (gitara, vokal), Alex Rosamilia (gitara,vokal), Alex Levine (bas-gitara, vokal) i Benny Horowitz (bubnjevi).

## Diskografija

### Studijski albumi
- Sink Or Swim (2007.)
- The '59 Sound (2008.)
- American Slang (2010.)
- Handwritten (2012.)
- Get Hurt (2014.)

## Vanjske poveznice
- Službena stranica  Arhivirana inačica izvorne stranice od 4. siječnja 2012. (Wayback Machine)